# Egon Terzetta
Egon Terzetta (Bulgaars: Егон Терцета) (Valona, Ottomaanse Rijk (tegenwoordig Albanië), 2 juli 1899 – Genua, 16 augustus 1964) was een Italiaanse voetballer die voor de teams Titsja en Vladislav in Bulgarije gespeeld heeft.
Terzetta werd geboren in een familie van Venetiaanse afkomst. Op 9-jarige leeftijd werd hij naar de militaire academie van Wenen (Militar Oberrealschule – Marburg) gestuurd. Hij voltooide zijn opleiding daar op 18-jarige leeftijd. Daarna werkte hij net als zijn vader als havenagent. Door zijn werk kwam Terzetta in veel havens aan de Middellandse Zee en de Zwarte Zee.

## Clubspeler
Uiteindelijk vestigde Terzetta zich in de havenstad Varna aan de Zwarte Zee in Bulgarije, waar hij zijn voetbaltalent toonde. Hij speelde aanvankelijk voor SK Titsja, maar na onenigheid over financiering stapte hij over naar Granit, dat was afgesplitst van deze organisatie. Op 1 mei 1921 werd Granit omgedoopt in SK Vladislav Varna. Bij Vladislav werkte Terzetta zich op als een van de leiders en beste spelers. Hierna werd hij benoemd tot aanvoerder van de ploeg. In 1925 leidde hij de club naar een 2-0-overwinning tegen Levski Sofia in de finale van de eerste editie van de Bulgaarse voetbalbeker, waarbij hijzelf de tweede, beslissende treffer maakte. Terzetta werd de eerste speler ooit die de beker in handen hield. Hij won met SK Vladislav het tweede opeenvolgende kampioenschap van de club in 1926. Zijn voetbalcarrière eindigde onverwacht door een blessure die hij kort voor de finalewedstrijd in 1928 had opgelopen.

## Privéleven
Terzetta trouwde de Russisch witte emigrante Tamara Pelehin. Zij kregen in 1930 een dochter. Na de communistische staatsgreep van 1944 verhuisden de Terzetta's naar Genua, waar Egon zijn carrière als havenagent voortzette. Hij overleed in zijn slaap op 16 augustus 1964 en werd begraven op de Monumentale begraafplaats van Staglieno in Genua.